# Ким Дон Ён
Ким Дон Ён (кор. 김•동용; род. 12 декабря 1990, Сеул) — южнокорейский гребец, участник двух летних Олимпийских игр, трёхкратный призёр летних Азиатских игр, многократный призёр чемпионатов Азии.

## Биография
В ноябре 2010 года Ким Дон Ён, выступая в паре с Ким Хви Гваном сумел завоевать бронзовую награду на летних Азиатских играх в Гуанчжоу в двойках парных. Дважды южнокорейский гребец принимал участие в молодёжном чемпионате мира, и оба раза Ким финишировал вместе с партнёрами по двойке парной вторыми в финале C, занимая тем самым итоговое 14-е место. В 2011 году Ким дебютировал на взрослом чемпионате мира и занял там вместе с Ким Хви Гваном итоговое 21-е место.
В 2012 году Ким Дон Ён квалифицировался на летние Олимпийские игры в Лондоне, попав в число сильнейших гребцов на отборочной азиатской регате. На дебютных для себя Олимпийских играх корейский гребец смог пробиться в четвертьфинал, однако в итоге Ким квалифицировался лишь в финал D, где финишировал третьим, заняв 21-ю позицию в итоговом протоколе. В 2013 году Ким вместе с Чхвэ До Субом выступил в двойках парных на летней Универсиаде в Казани. На домашних Азиатских играх в Инчхоне Ким стартовал в одиночном зачёте. На предварительном этапе корейский гребец смог выиграть свой заезд и напрямую прошёл в финал, минуя отборочный этап. В решающем заезде Ким до самого финиша боролся за победу, однако в итоге уступил полсекунды иранцу Мохсену Шади.
В апреле 2016 года Ким Дон Ён принял участие в олимпийской квалификационной регате стран Азии и Океании. По итогам соревнований южнокорейский гребец уверенно завоевал олимпийскую лицензию, заняв в турнире первое место. В августе 2016 года Ким Дон Ён принял участие в летних Олимпийских играх в Рио-де-Жанейро. На предварительном этапе южнокорейский гребец до середины дистанции лишь немного уступал в борьбе за третью позицию индонезийцу Мемо, однако на финише проиграл тому почти 7 секунд и был вынужден стартовать в отборочном раунде. Выиграв свой заезд, Ким получил право выступить в четвертьфинале, но довольно много уступил своим конкурентам и выбыл из борьбы за медали. По результатам классификационных заездов Ким Дон Ён занял итоговое 17-е место.
Очередную медаль летних Азиатских игр Ким Дон Ён завоевал в 2018 году, выиграв серебряную награду в соревнованиях одиночек, уступив в финале китайцу Чжан Ляну.